# Maesobotrya pauciflora
Maesobotrya pauciflora är en emblikaväxtart som beskrevs av Ferdinand Albin Pax. Maesobotrya pauciflora ingår i släktet Maesobotrya och familjen emblikaväxter. Inga underarter finns listade i Catalogue of Life.